# Historisches Museum (Budapest)

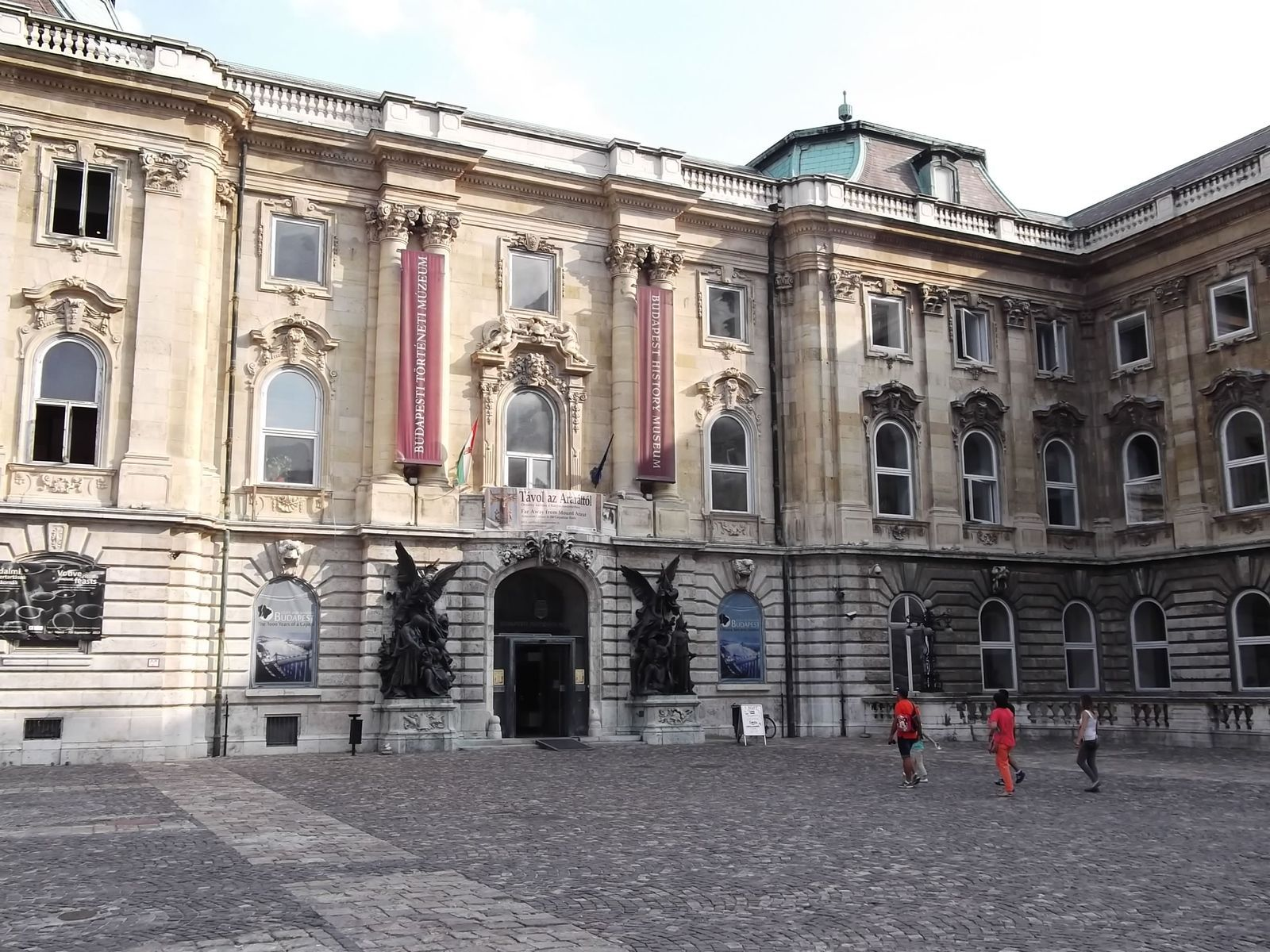
Historisches Museum im Burgpalast

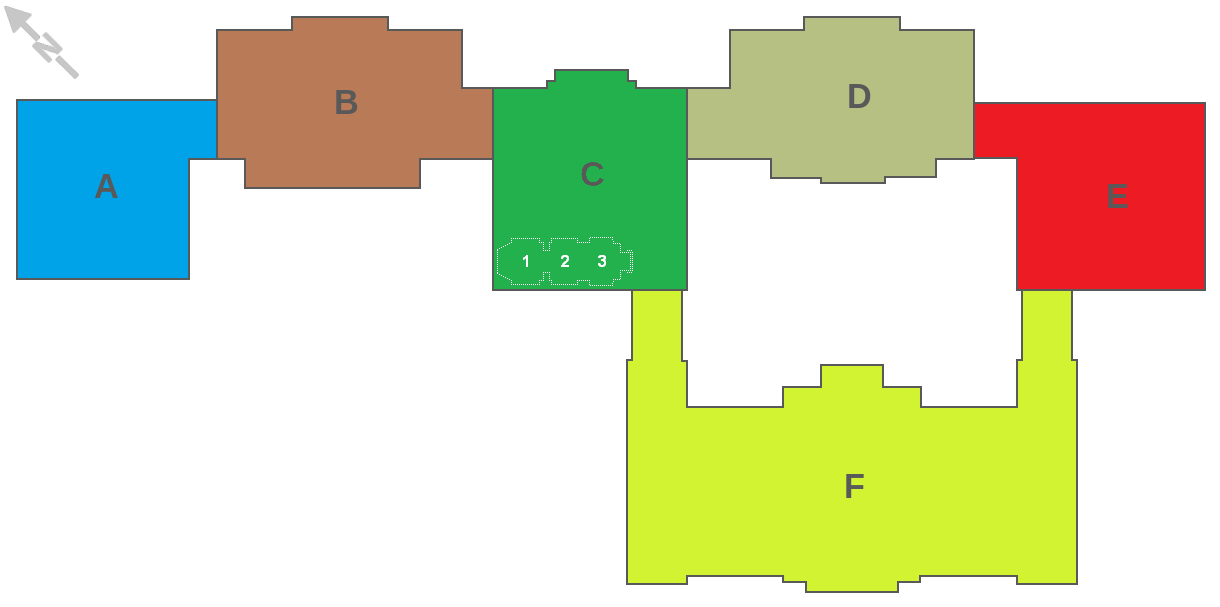
Plan des Burgpalastes: Gebäude A, B, C, D – Ungarische Nationalgalerie, Gebäude E – Historisches Museum, Gebäude F – Széchényi-Nationalbibliothek. Unter dem Gebäude C die Palatinusgruft mit 3 Räumen.

Das Historische Museum Budapest (ungarisch: Budapesti Történeti Múzeum) der ungarischen Hauptstadt Budapest hat seinen Sitz im südöstlichen Flügel des Burgpalastes. Es stellt die Geschichte der Stadt Budapest von der Ur- bis in die Neuzeit dar. Die genaue Adresse lautet: I. Bezirk, Szent György tér 2. Das Historische Museum Budapest besteht aktuell aus fünf Einrichtungen: dem Burgmuseum, dem Kiscell-Museum, der Stadtgalerie, dem Aquincum-Museum und der Budapest-Galerie.

## Geschichte
Der Vorgänger des Historischen Museums war das Hauptstädtische Museum, das 1887 von der Stadt gegründet worden war. Die Grundlage der heutigen Sammlungen stellen die römerzeitlichen Funde aus dem Stadtgebiet von Budapest dar. Der Archäologe Tibor Nagy, der von 1938 bis zu seiner Pensionierung 1973 an dem Museum arbeitete, hat einen wesentlichen Anteil am Aufbau des Fachbereichs der Römer- und Völkerwanderungszeit genommen, als er mit dem Direktor des Aquincum-Museums, János Szilágyi, 1952 und 1953 durch die Zusammenführung der zwei Institutionen die Archäologische Abteilung in ihrem heutigen Grundbestand aufbaute.

## Bestände
In den oberen Stockwerken des Museums ist die Entwicklung Budapests, bzw. seiner bis 1873 eigenständigen Stadtteile Buda, Óbuda und Pest, von der Altsteinzeit über die Römerzeit bis zum Ende des Zweiten Weltkrieges dargestellt. Durch die verschiedenen Exponate, darunter hand- und kunsthandwerkliche Erzeugnisse, Textilien, Keramiken, Fotografien, Hausrat und andere Alltagsgegenstände, wird ein weiter Überblick über die Entwicklung der Stadt vermittelt.
Außerdem finden sich hier die Überreste des mittelalterlichen Palastes, auf dessen Platz der heutige Burgpalast steht. Zu sehen sind auch Kunstwerke und andere Gegenstände, welche bei Ausgrabungen auf dem Gelände des Burgpalastes gefunden wurden. In der Vorhalle des Untergeschosses wurde zum Zweck der Anschaulichkeit ein Modell des ursprünglichen Palastes aufgestellt, wodurch man eine relativ gute Vorstellung der Ausmaße der Anlage erhält. An die Vorhalle schließen sich diverse weitere, zum Teil rekonstruierte Räume der mittelalterlichen Burg an, worin Bildhauerarbeiten, bemalte Ofenkacheln, Küchengeräte und Waffen aus der Zeit um das 14. und 15. Jahrhundert ausgestellt werden.
Die vor dem Eingang stehende Doppelplastik Háború és Béke (Krieg und Frieden) stammt von Károly Senyei.